# Abborrtjärnarna (Särna socken, Dalarna, 683964-133911)
Abborrtjärnarna är en sjö i Älvdalens kommun i Dalarna och ingår i Dalälvens huvudavrinningsområde.